# Memphis soul
Memphis soul sastoji se od elemenata funkya i soul glazbe, koji ne zvuči tako oštro kao južni soul. To je svjetlucav i zatamnjen zvuk koji je proizveden 1960-ih i 1970-ih u studiju 'Stax' i 'Hi Records' iz Memphisa, s melodijski linijama trube, orgulja, bas-gitare i brzih prijelaza na bubnjevima. Mnoge skladbe koje su snimili razni vokalisti u tom stilu, potpomognute su kućnim sastavima iz 'Staxa' i 'Hi Recordsa'. Memphis soul vrlo je sličan Motown zvuku iz Detroit, Michigana. Nakon što 'disco' glazba postaje sve više slušana krajem 1970-ih, Memphis soulu lagano opada popularnost.

## Neki izvođači Memphis soula
| - Otis Redding - vokal - Wilson Pickett - vokal - Al Green - gitara, vokal - The Mar-Keys - sastav - The Bar-Kays - sastav - Marvell Thomas - klavijature - aranžer - The Memphis Horns -Puhački orkestar - The Soul Children - sastav - Booker T. & The M.G.s - sastav - Booker T. Jones - orgulje - Steve Cropper - gitara - Donald "Duck" Dunn - bas-gitara - Al Jackson, Jr. - bubnjevi | - Willie Mitchell - truba - Charles "Packy" Axton - tenor saksofon - Don Nix - saksofon - Wayne Jackson - trombon, truba - Jerry Lee "Smoochie" Smith - klavijature - Terry Johnson - pianino - Rufus Thomas - vokal - Carla Thomas - vokal - Johnnie Taylor - vokal - William Bell - vokal - Eddie Floyd - vokal - Isaac Hayes - orgulje, vokal - David Porter - vokal |